# Oazanes Burzemir
Oazanes Burzemir (Oazanes) ou Vezã Burzemir (em persa médio: Vezan Burzmihr) foi um nobre persa do século VI, ativo no reinado do xainxá Cosroes I (r. 531–579). 

## Nome
Oazanes é a forma latina do persa médio Vezã (Vezan), cuja etimologia é incerta. Foi registrado em siríaco como Vizã (Wīzan) e em persa novo como Bizã (Bīzan). Por sua vez, Burzemir (Burzmihr) é um nome persa médio formado por burz, "exaltado", e Mihr, "Mitra"). Logo, significa "exaltado de Mitra".

## Vida
As origens de Oazanes Burzemir são incertas. Em 541, no reinado do Cosroes I (r. 531–579), foi nomeado marzobã (governador) da Ibéria em sucessão de Aroandes Gusnaspe.